# کوستانایفکا
کوستانایفکا (به لاتین: Kustanayevka) یک منطقهٔ مسکونی در روسیه است که در استان آمور واقع شده‌است.